# Hemiberlesia
Hemiberlesia är ett släkte av insekter. Hemiberlesia ingår i familjen pansarsköldlöss.

## Dottertaxa tillHemiberlesia, i alfabetisk ordning[1]
- Hemiberlesia camarana
- Hemiberlesia candidula
- Hemiberlesia caricis
- Hemiberlesia chipponsanensis
- Hemiberlesia cupressi
- Hemiberlesia diffinis
- Hemiberlesia elegans
- Hemiberlesia gliwicensis
- Hemiberlesia ignobilis
- Hemiberlesia insularis
- Hemiberlesia laciniata
- Hemiberlesia lataniae
- Hemiberlesia loranthi
- Hemiberlesia lottoi
- Hemiberlesia malagassa
- Hemiberlesia manengoubae
- Hemiberlesia massonianae
- Hemiberlesia momicola
- Hemiberlesia musae
- Hemiberlesia neodiffinis
- Hemiberlesia nothofagi
- Hemiberlesia ocellata
- Hemiberlesia palmae
- Hemiberlesia pictor
- Hemiberlesia pitysophila
- Hemiberlesia popularum
- Hemiberlesia pseudorapax
- Hemiberlesia quercicola
- Hemiberlesia rapax
- Hemiberlesia securidacae
- Hemiberlesia silvestrii
- Hemiberlesia sinensis
- Hemiberlesia tectonae
- Hemiberlesia zizyphi